# Bam Adebayo
Edrice Femi "Bam" Adebayo (Newark, Nueva Jersey, 18 de julio de 1997) es un baloncestista estadounidense que pertenece a la plantilla de los Miami Heat de la NBA. Con 2,06 metros de estatura juega en la posición de ala-pívot. En la NCAA jugó en el equipo universitario de los Kentucky Wildcats antes de que Miami Heat lo eligiera en el puesto 14 en el draft de la NBA de 2017.

## Trayectoria deportiva

### Primeros años
Jugó en su etapa de instituto en el  Northside High School de Pinetown (Carolina del Norte), donde en su temporada júnior promedió 32,2 puntos y 21 rebotes por partido. Fue elegido mejor jugador del estado de Carolina del Norte y participó en 2016 en el McDonald's All-American Game, donde consiguió 16 puntos y 12 rebotes, así como en el Jordan Brand Classic.

### Universidad
En noviembre de 2015 se comprometió con los Wildcats de la Universidad de Kentucky para su etapa universitaria, uniéndose a otros freshman como  Malik Monk o De'Aaron Fox. Jugó una única temporada, en la que promedió 13 puntos, 8 rebotes y 1,5 tapones por partido, Fue incluido en el segundo mejor quinteto de la Southeastern Conference y en el mejor quinteto de novatos de esa temporada.
Al finalizar su primera temporada se declaró elegible para el Draft de la NBA, renunciando así a los tres años que le quedaban como universitario.

#### Estadísticas
| Año     | Equipo   | PJ | PT | MPP  | %TC  | %3P  | %TL  | RPP | APP | ROB | TPP | PPP  |
| ------- | -------- | -- | -- | ---- | ---- | ---- | ---- | --- | --- | --- | --- | ---- |
| 2016–17 | Kentucky | 38 | 38 | 30.1 | .599 | .000 | .653 | 8.0 | .8  | .7  | 1.5 | 13.0 |

### Profesional
Fue elegido en la decimocuarta posición del Draft de la NBA de 2017 por los Miami Heat. El 1 de julio, Adebayo firmó su contrato de novato con los Heat y se unió al equipo para la Liga de Verano de la NBA 2017. En su temporada de novato, apareció en 69 partidos y promedió 6,9 puntos y 5,5 rebotes.
En febrero de 2020, fue elegido para el All-Star Game, donde además ganó el Concurso de Habilidades de la NBA. Al término de su tercera temporada en Miami, como titular indiscutible, firmó 16 puntos y 10 rebotes por partido y fue elegido en el segundo mejor quinteto defensivo de la NBA.
Durante su cuarto año en Miami, el 23 de enero de 2021, consiguió su récord personal de anotación con 41 puntos ante Brooklyn Nets, además, el 18 de abril, ganó el partido también ante Brooklyn Nets, con una canasta sobre la bocina.
Al término de su quinta temporada en Miami fue incluido en el segundo mejor quinteto defensivo de la liga.
Durante su sexto año con los Heat, el 25 de noviembre de 2022, consigue un doble-doble de 38 puntos y 12 rebotes ante Washington Wizards. Luego, el 2 de febrero de 2023 se anunció su participación en el All-Star Game de Salt Lake City, siendo la segunda nominación de su carrera. Ese año terminó con el mejor registro anotador de su carrera con 20,4 puntos por encuentro.
Al comienzo de su séptima temporada en Miami, el 6 de noviembre de 2023 ante Los Angeles Lakers, consigue un triple-doble de 22 puntos, 20 rebotes y 10 asistencias. El 1 de febrero de 2024 se anunció su participación como suplente en el All-Star Game, siendo la tercera nominación de su carrera. El 17 de marzo anota 20 puntos y consigue la canasta ganadora sobre la bocina ante Detroit Pistons.
Durante su octava temporada con los Heat, el 1 de febrero de 2025 ante San Antonio Spurs, anotó 30 puntos y consiguió la canasta ganadora sobre la bocina. El 3 de marzo ante Washington Wizards consigue 19 puntos y 15 rebotes, superando así los 221 dobles-dobles que consiguió Rony Seikaly entre 1988 y 1994, convirtiéndose en el jugador de los Heat con más dobles-dobles de la historia de la franquicia.

### Selección nacional
En verano de 2021, fue parte de la selección absoluta estadounidense que participó en los Juegos Olímpicos de Tokio 2020, que ganó la medalla de oro.
Entre julio y agosto de 2024 fue parte de la selección absoluta de Estados Unidos, que disputó los Juegos Olímpicos de París, y que ganó el oro, tras vencer la final ante Francia.

## Estadísticas de su carrera en la NBA

### Temporada regular
| Año      | Equipo   | PJ  | PT  | MPP  | %TC  | %3P   | %TL  | RPP  | APP | ROB | TPP | PPP  |
| -------- | -------- | --- | --- | ---- | ---- | ----- | ---- | ---- | --- | --- | --- | ---- |
| 2017-18  | Miami    | 69  | 19  | 19.8 | .512 | .000  | .721 | 5.5  | 1.5 | .5  | .6  | 6.9  |
| 2018-19  | Miami    | 82  | 28  | 23.3 | .576 | .200  | .735 | 7.3  | 2.2 | .9  | .8  | 8.9  |
| 2019-20  | Miami    | 72  | 72  | 33.6 | .557 | .143  | .691 | 10.2 | 5.1 | 1.1 | 1.3 | 15.9 |
| 2020-21  | Miami    | 64  | 64  | 33.5 | .570 | .250  | .799 | 9.0  | 5.4 | 1.2 | 1.0 | 18.7 |
| 2021-22  | Miami    | 56  | 56  | 32.6 | .557 | .000  | .753 | 10.1 | 3.4 | 1.4 | .8  | 19.1 |
| 2022-23  | Miami    | 75  | 75  | 34.6 | .540 | .083  | .806 | 9.2  | 3.2 | 1.2 | .8  | 20.4 |
| 2023-24  | Miami    | 71  | 71  | 34.0 | .521 | .357  | .755 | 10.4 | 3.9 | 1.1 | .9  | 19.3 |
| 2024-25  | Miami    | 78  | 78  | 34.3 | .485 | .357  | .765 | 9.6  | 4.3 | 1.3 | .7  | 18.1 |
| Total    | Total    | 567 | 463 | 30.6 | .537 | .314  | .756 | 8.9  | 3.6 | 1.1 | .9  | 15.7 |
| All-Star | All-Star | 3   | 1   | 17.3 | .778 | 1.000 | —    | 1.3  | 1.3 | .0  | .0  | 5.0  |

### Playoffs
| Año   | Equipo | PJ | PT | MPP  | %TC  | %3P  | %TL  | RPP  | APP | ROB | TPP | PPP  |
| ----- | ------ | -- | -- | ---- | ---- | ---- | ---- | ---- | --- | --- | --- | ---- |
| 2018  | Miami  | 5  | 0  | 15.4 | .467 | .000 | .214 | 4.0  | .0  | .0  | .4  | 3.4  |
| 2020  | Miami  | 19 | 19 | 36.2 | .564 | .000 | .783 | 10.3 | 4.4 | 1.0 | .8  | 17.8 |
| 2021  | Miami  | 4  | 4  | 34.0 | .456 | —    | .769 | 9.3  | 4.3 | 1.3 | .5  | 15.5 |
| 2022  | Miami  | 18 | 18 | 34.1 | .594 | .000 | .763 | 8.0  | 2.7 | 1.0 | .7  | 14.8 |
| 2023  | Miami  | 23 | 23 | 36.9 | .481 | .000 | .821 | 9.9  | 3.7 | .9  | .7  | 17.9 |
| 2024  | Miami  | 5  | 5  | 38.4 | .495 | .200 | .714 | 9.4  | 3.8 | .4  | .0  | 22.6 |
| 2025  | Miami  | 4  | 4  | 38.3 | .438 | .333 | .636 | 11.0 | 4.3 | 1.0 | .3  | 17.5 |
| Total | Total  | 78 | 73 | 34.7 | .517 | .243 | .757 | 9.2  | 3.5 | .9  | .6  | 16.4 |

## Vida personal
Adebayo nació en Newark, New Jersey, de padre originario de Nigeria (de la etnia de los yoruba) y madre afroamericana. Recibe su apodo de "Bam", que le puso su madre, por el personaje de "Bam-Bam" de la serie de animación Los Picapiedra.
En febrero de 2021, firma un contrato de patrocinio con la marca Jordan Brand.